# Abbès Ousfane
Abess Ousfane (né le 25 novembre 1967 à Revin) est un footballeur professionnel français.
Il est notamment passé par le Stade de Reims, l'US Créteil et le Paris FC.

## Carrière
- 1983-1989 :  Stade de Reims
- 1989-1991 :  US Créteil
- 1991-1994 :  Paris FC
- 1994-1995 :  AS Aurillac
- 1995-1996 :  FC Roubaix
- 1996-1997 :  CM Aubervilliers
- 1998-1999 :  AS Orly
- 1999-2002 :  Ararat Issy

## Palmarès
- Demi-finaliste de la Coupe de France en 1986 contre Marseille
- Demi-finaliste de la Coupe de France en 1987 contre Metz
- Demi-finaliste à deux reprises de la Coupe Gambardella